# Anarchisme en Biélorussie
L'anarchisme au Bélarus désigne les mouvements anarchistes dans la République du Belarus et ses territoires historiquement associés au sein de l'Empire russe. Les anarchistes du Belarus ont commencé au 18e siècle lorsque de multiples organisations anarchistes se sont organisées séparément contre la Russie tsariste. 
Les activités anarchistes s'affaibliront pendant l'ère soviétique, car le gouvernement de l'Union soviétique commence à mettre en œuvre des politiques oppressives contre les anarchistes, et le marxisme-léninisme devient l'idéologie officielle de l'État. Les activités anarchistes se sont intensifiées dans les années 1980 et 1990, lorsque l'Union soviétique a commencé à s'affaiblir et à protester contre le gouvernement. Après la dissolution de l'Union soviétique, les anarchistes ont joué un rôle de plus en plus important dans la politique bélarussienne, le mouvement anarchiste au Belarus explosant au XXIe siècle, jouant un rôle important dans divers mouvements. Par exemple, les anarchistes ont joué un rôle actif dans l'organisation, la participation et la protestation dans les manifestations bélarussiennes de 2020,.

## L'histoire

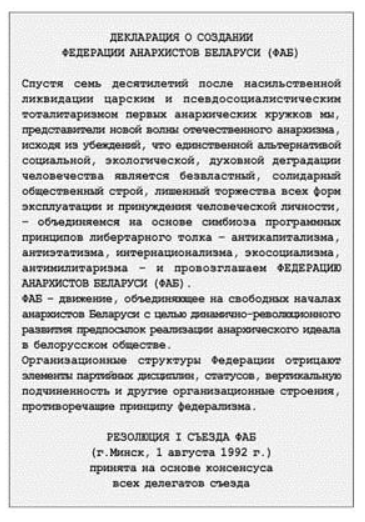
Document de la Déclaration sur l'établissement de la Fédération des Anarchistes de Bélarus

Au début du XXe siècle, Bialystok est devenu le centre du mouvement anarchiste bélarussien. Les anarchistes ont organisé des grèves économiques, des expropriations et l'assassinat de policiers. 
Maxime Bahdanovitch, l'un des poètes les plus connus du pays, a sympathisé avec les idées anarchistes dans sa jeunesse.
En avril 1991 un groupe d'anarchistes de Homiel Borba en coopération avec la Confédération anarcho-syndicaliste de Moscou (ASC) a organisé une grève sur l'usine typographique Polespechat à Homiel. La première assemblée générale des anarchistes, qui a eu lieu le 1er août 1992 dans une "maison sécurisée" à Minsk, n'a réuni que huit délégués. Lors de cette réunion, une décision fatidique de créer la Fédération des anarchistes de Biélorussie (FAB) a été prise. 
En 2010, les anarchistes ont lancé des grenades fumigènes et mis le feu au ministère de la défense et à un casino. En 2016, ils ont jeté de la peinture à l'entrée principale de la société de télévision d'État et en 2017, ils se sont montrés le groupe le plus organisé des protestataires contre la loi sur le parasitisme, les protestations les plus populaires de l'histoire dans les régions du Belarus. À Brest, une ville de l'ouest du pays, les anarchistes ont été à l'origine de ces manifestations .
Les militants anarchistes ont participé activement aux manifestations contre les élections présidentielles falsifiées depuis la soirée du 9 août 2020. Des groupes anarchistes avec des drapeaux et des pancartes ont participé à plusieurs reprises à des marches de protestation pacifiques,. Parmi les représentants publics bien connus du mouvement anarchiste figurent Mikalai Dziadok et Ihar Alinevich, connus publiquement parce que le tribunal les a déjà condamnés respectivement à 4 et 8 ans en 2011. 
Le 28 octobre 2020, 4 militants anarchistes biélorusses (Ihar Alinevich, Dmitry Rezanovich, Sergey Romanov, Dmitry Dubovsky) ont été arrêtés près de la frontière entre la Biélorussie et l'Ukraine. Le gouvernement et les médias d'Etat les ont accusés de terrorisme. Ils ont été accusés en vertu des articles 289 (terrorisme) et 295 (trafic d'armes ; jusqu'à 12 ans de prison) du code pénal.
Le 12 novembre 2020, le journaliste et militant anarchiste Mikalai Dziadok a été détenu dans une maison sécurisée du district d'Osipovichi, dans la région de Mahiliou. Au même moment, des agents de la Direction principale de la lutte contre le crime organisé du ministère de l'Intérieur ont saisi son canal télégraphique. Lors de l'arrestation, Dziadok a été battu. Le groupe anarchiste Black Cross a affirmé que Dziadok avait été torturé pour avoir accès à des données informatiques.